# بلندبرگ (پنسیلوانیا)
بلندبرگ (به انگلیسی: Blandburg) یک منطقهٔ مسکونی در ایالات متحده آمریکا است که در شهرستان کمبریا، پنسیلوانیا واقع شده‌است. بلندبرگ ۱٫۲۵ کیلومتر مربع مساحت و ۴۰۲ نفر جمعیت دارد و ۶۴۱٫۶۱ متر بالاتر از سطح دریا واقع شده‌است.